# Gyrator
O gyrator é um circuito elétrico passivo, linear, sem perdas inventado em 1948 por Bernard D.H. Tellegen do Laboratório de Pesquisa Philips, em Eindhoven na Holanda ("The gyrator, a new electric network element", Philips Res. Rep. 3 (1948) pgs 81-101) como um hipotético quinto elemento linear (os outros são o resistor, o capacitor, o indutor e o transformador ideal).
Ao contrário dos outros elementos lineares, o gyrator é não recíproco, ou seja, inverte as características de um componente elétrico ou de uma rede elétrica e, no caso de elementos lineares, também inverte a impedância. Por exemplo, faz um circuito capacitivo se comportar como indutivo, um circuito LC em série se comportar como um circuito LC em paralelo, um filtro passa-faixa se comportar como um filtro rejeita-faixa, e assim por diante.

## Aplicações
É usado especialmente no desenvolvimento de filtros ativos e na redução de tamanho e custo de circuitos que exigem grandes, pesados e caros indutores. Também é largamente usado em equipamentos de alta fidelidade, como equalizadores, e em filtros de sinais piloto de transmissores FM.
Entretanto, existem muitas aplicações para as quais não é possível utilizar um gyrator para substituir um indutor, tais como:
- Circuitos de alta tensão utilizando flyback, porque as tensões envolvidas são maiores que as suportadas pelos componentes do circuito gyrator
- Circuitos de RF, porque os indutores utilizados já são pequenos
- Conversão de potência, onde um indutor é usado para armazenar energia (o que um gyrator não consegue simular).